# Stagecoach (Nevada)
Stagecoach é uma região censitária e uma comunidade não incorporada do condado de Lyon, no estado do Nevada, nos Estados Unidos. Fica localizada a leste de  Reno. O nome talvez derive do lugar como estação da Overland Stagecoach em Desert Well. Tipicamente, o correio que era enviado em direção da Califórnia era enviado num navio a vapor através do Panamá. Mas em 1857, a companhia  Overland mail foi criada e a estação de Desert Well passou a ser uma paragem dual para as diligências e para o Pony Express.
Segundo o censo de 2010, a população de era de 1874 habitantes.

## Geografia
Stagecoach fica localizada ao longo da  U.S. Route 50, a 14 quilómetros a oeste de Silver Springs e 43 quilómetros a leste de  Carson City. De acordo com o  U.S. Census Bureau, a região censitária de Stagecoach tinha uma 21,6 km2, todos constituídos por terra.